# Palais Saint-Melaine
Le palais Saint-Melaine, ancien siège de l’Archevêché de Rennes, est un palais situé place Saint-Melaine à Rennes, en limite occidentale du parc du Thabor.

## Histoire
La construction de cet édifice débute dans la seconde moitié du XVIIe siècle, avant d'être élevé au rang de manoir abbatial à partir de 1666. Une aile est ajoutée à l'ouest en 1720 pour séparer le palais de la rue. François Bareau de Girac apporte des transformations à ce bâtiment en 1770 pour y habiter : le bâtiment prend alors son aspect actuel.
De 1840 à 1944, il héberge le Muséum national d'Histoire naturelle et des Arts de Rennes.
En 1911, et jusqu'à la fin des années 1950, l'immeuble accueille la faculté de droit, avec un trêve pendant la Première Guerre mondiale, où l'édifice est réquisitionné pour être utilisé comme hôpital pour les blessés de guerre.
Entre 1979 et 2019, le Palais Saint-Melaine est la résidence des recteurs de l'académie de Rennes. Il est mis en vente par l'État au travers d'un appel à projets, dont le lauréat sera annoncé à la fin 2025.

## Classement
L’ensemble des bâtiments, ainsi que les sols de la cour et du jardin font l’objet d’un classement au titre des monuments historiques par arrêté du 21 août 1959. Les bâtiments et vestiges de l'ancienne abbaye ont été classés par arrêté du 2 juillet 2013.